# Route nationale 26 (Madagascar)
Pour les articles homonymes, voir Route nationale 26.
La route nationale 26 (N 26) est une route nationale s'étendant d'Ilempona et se termine à Antanifotsy à Madagascar.

## Description
La route nationale 26 parcourt 2,9 kilomètres dans la région de Vakinankaratra au centre de Madagascar.
Elle part de la N 7 à Ilempona et se dirige vers le sud-est jusqu'à Antanifotsy.

## Parcours
- Ilempona
- Antanifotsy